# Angraecum pergracile
Angraecum pergracile är en orkidéart som beskrevs av Rudolf Schlechter. Angraecum pergracile ingår i släktet Angraecum och familjen orkidéer. Inga underarter finns listade i Catalogue of Life.